# Casa de Oro-Mount Helix
Casa de Oro-Mount Helix statisztikai település az USA Kalifornia államában, San Diego megyében. Lakosainak száma 19 576 fő (2020. április 1.).

## Népesség
A település népességének változása:

| 2010 | 18 762 |
| 2020 | 19 576 |